# تشكيل اجتماعي للتقانة
التشكيل الاجتماعي للتقانة وفقًا لروبن أ. ويليامز وديفيد إيدج (1996)، «من الأساسي المركزية في التشكيل الاجتماعي للتكنولوجيا () هو مفهوم أن هناك خيارات (على الرغم من أنها ليست بالضرورة خيارات واعية) متأصل في كل من تصميم القطع الأثرية والأنظمة للأفرد، وفي اتجاه أو مسار برامج الابتكار».

## نبذة
لم تنبثق التكنولوجيا من الكشف عن منطق محدد مسبقًا أو محدد واحد، فإن الابتكار هو «حديقة مسارات التفرع». تتوفر طرق مختلفة، مما قد يؤدي إلى نتائج تكنولوجية مختلفة. إلى حد كبير، يمكن أن يكون لهذه الخيارات آثار مختلفة على المجتمع وعلى فئات اجتماعية معينة.
هو أحد نماذج التكنولوجيا: علاقة المجتمع التي ظهرت في ثمانينيات القرن العشرين مع مجموعة مؤثرات المؤثرة لعام 1985، جنبًا إلى جنب مع البناء الاجتماعي للإطار التكنولوجي ونظرية - شبكة الممثلين. هذه لها سمة مشتركة لانتقاد النموذج الخطي للابتكار والحتمية التكنولوجية. وهي تختلف عن ذلك بشكل خاص في الاهتمام الذي توليه لتأثير السياق الاجتماعي والتكنولوجي للتنمية الذي يشكل خيارات الابتكار. تشعر بالقلق لاستكشاف العواقب المادية للخيارات التقنية المختلفة، ولكنها تنتقد الحتمية التكنولوجية، التي تجادل بأن التكنولوجيا تتبع مسارها التنموي الخاص، خارج التأثيرات البشرية، وبالتالي تؤثر على المجتمع. بهذه الطريقة، ينظر منظّرو التشكيل الاجتماعي إلى العلاقة بين التكنولوجيا والمجتمع على أنها علاقة «تشكيل متبادل».
تنص بعض إصدارات هذه النظرية على أن التكنولوجيا تؤثر على المجتمع من خلال التكاليف والقيود والشروط المسبقة والعواقب غير المقصودة (2015). التكلفة هي فكرة أن التكنولوجيا تجعل المهام المحددة أسهل في حياتنا، في حين أن القيود تجعل المهام أكثر صعوبة في إكمالها. الشروط المسبقة للتكنولوجيا هي المهارات والموارد الحيوية لاستخدام التكنولوجيا إلى أقصى إمكاناتها. وأخيرًا، فإن العواقب غير المقصودة للتكنولوجيا هي تأثيرات وتأثيرات غير متوقعة للتكنولوجيا. الهاتف الخلوي هو مثال على التشكيل الاجتماعي للتكنولوجيا (2009). تطور الهاتف الخلوي على مر السنين لجعل حياتنا أسهل من خلال تزويد الأشخاص بأجهزة كمبيوتر محمولة يمكنها الرد على المكالمات والرد على رسائل البريد الإلكتروني والبحث عن المعلومات وإكمال العديد من المهام الأخرى (2009). ومع ذلك، هناك قيود على أولئك الذين ليسوا على دراية تكنولوجية، مما يعيق العديد من الناس في المجتمع الذين لا يفهمون كيفية استخدام هذه الأجهزة. هناك شروط مسبقة، مثل الفواتير الشهرية والحصول على الكهرباء. هناك أيضًا العديد من العواقب غير المقصودة مثل الإلهاء غير المقصود الذي تسببه لكثير من الناس.

## التأثيرات
لا تؤثر التكنولوجيا فقط على المجتمع، ولكن وفقًا لـيؤثر المجتمع على التكنولوجيا عن طريق الاقتصاد والسياسة والثقافة (2015). على سبيل المثال، انتشرت الهواتف المحمولة في البلدان الفقيرة نظرًا لكون الهواتف المحمولة في متناول اليد أكثر من أجهزة الكمبيوتر والإنترنت (الاقتصاد)، واللوائح الحكومية التي جعلت من السهل إلى حد ما على مزودي الهواتف المحمولة بناء الشبكات (السياسة) والحجم الصغير من الهواتف المحمولة التي تتناسب بسهولة مع حاجة العديد من الثقافات إلى الاتصالات المتنقلة (الثقافة).